# Josef Redtenbacher (Chemiker)

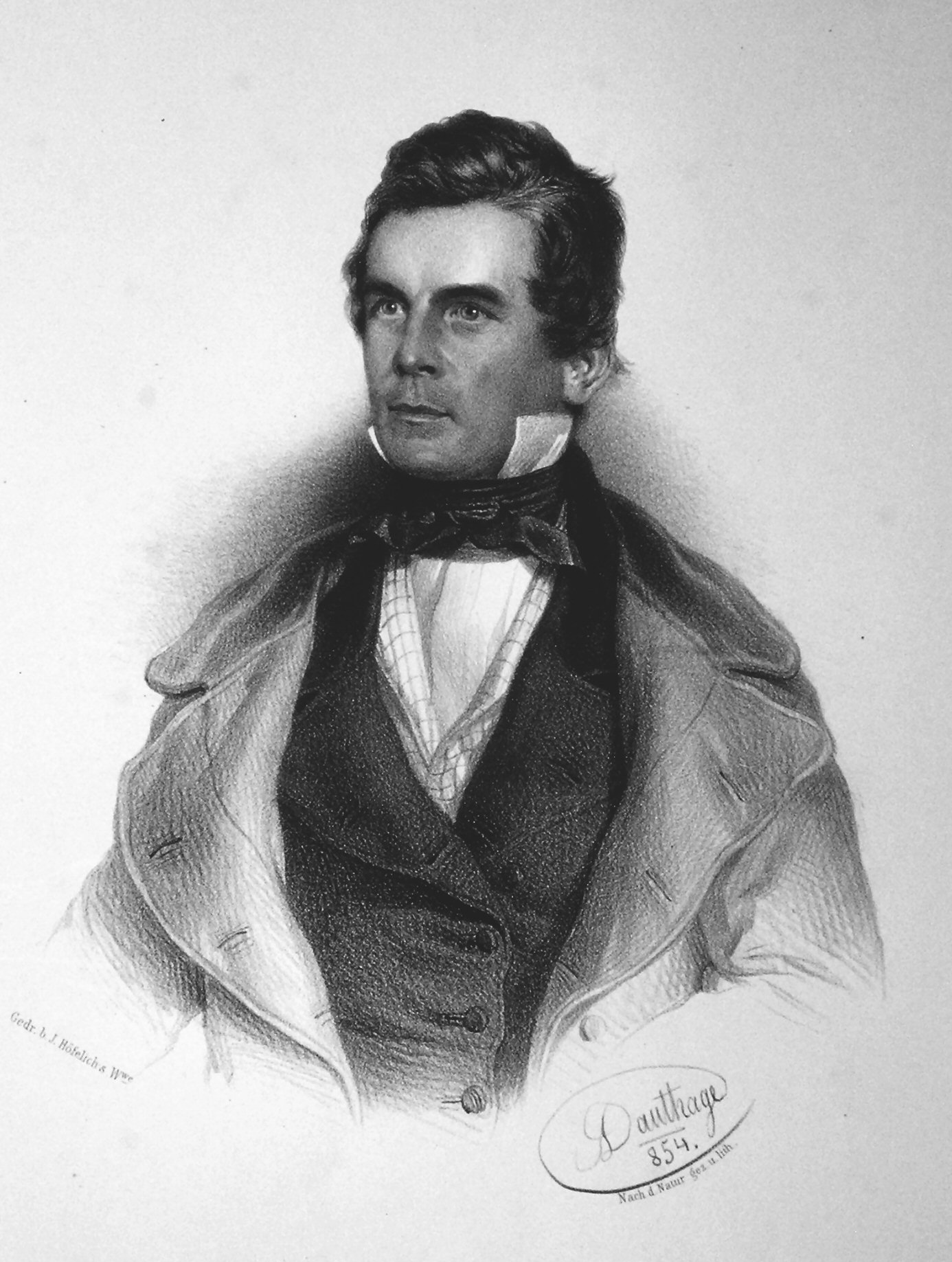
Josef Redtenbacher, Lithographie von Adolf Dauthage, 1854

Josef Redtenbacher (* 12. März 1810 in Kirchdorf an der Krems, Oberösterreich; † 5. März 1870 in Wien) war ein österreichischer Chemiker.

## Leben
Er absolvierte das Stiftsgymnasium Kremsmünster und studierte im Anschluss an der Universität Wien Medizin und war ab 1834 Assistent der Chemie von Joseph Franz von Jacquin an der dortigen Lehrkanzel für Chemie und Botanik. Davor hatte er sich hauptsächlich botanischen Themen gewidmet, war aber auch ein begeisterter Schüler des Mineralogen Friedrich Mohs. 1840/41 unternahm er eine Forschungs- und Studienreise, die ihn an diverse deutsche und französische Laboratorien, vor allem zu Justus von Liebig in Gießen führte. In Abwesenheit wurde er zum Professor der Chemie an der Universität Prag berufen. Nach seiner Rückkehr nutzte er seine im Ausland gewonnenen Einsichten, um den dortigen Chemieunterricht auf zeitgemäßes Niveau zu heben.
Im Verlaufe der großen Universitätsreform in der Habsburgermonarchie 1848/49 erfolgte die Berufung Redtenbachers auf die Lehrkanzel für allgemeine und pharmazeutische Chemie an der Universität Wien. Außerdem wurden viele seiner ehemaligen Prager Schüler (z. B. Friedrich Rochleder, Johann Gottlieb, Franz Pless, Heinrich Hlasiwetz, Theodor Wertheim) an andere österreichische Universitäten und Hochschulen berufen und konnten so den Chemieunterricht in nahezu der gesamten Habsburgermonarchie modernisieren. Damit kann Redtenbacher als der wichtigste Wegbereiter der modernen Chemie in Österreich angesehen werden.
Redtenbacher war von 1849 bis zu seinem Tod als Chemieprofessor an der Universität Wien tätig. Allerdings stand ihm hier ein weitaus weniger gut ausgerüstetes Laboratorium zur Verfügung als in Prag und auch die räumliche Situation dürfte, gemessen an der Schülerzahl, in Wien um einiges schlechter gewesen sein. Dies, gemeinsam mit den zahlreichen Pflichten als Gutachter für das Ministerium und andere Institutionen, dürften der Grund dafür sein, dass sich die Forschungsleistung Redtenbachers mit seinem Wechsel nach Wien stark verringerte. Allerdings brachte er auch hier viele bedeutende Schüler hervor. Noch kurz vor seinem Tod plante er, gemeinsam mit Heinrich von Ferstel, das neue Universitätslaboratorium, dessen Fertigstellung Redtenbacher allerdings nicht mehr erlebte. Er starb am 5. März 1870 in Wien.
Redtenbachers wissenschaftliche Leistungen fallen vor allem in seine Gießener und Prager Zeit. In seiner ersten bedeutenden Untersuchung versuchte er, gemeinsam mit Justus von Liebig, das Atomgewicht des Kohlenstoffs zu ermitteln. Weitere wichtige Leistungen waren die Entdeckung des Acroleins, der Acrylsäure sowie der Gärung des Glycerins durch Backhefe. Außerdem stellte er Untersuchungen zum Taurin an.
1847 wurde er wirkliches Mitglied der Österreichischen Akademie der Wissenschaften, und die Bayerische Akademie der Wissenschaften ernannte ihn 1854 zum korrespondierenden Mitglied. Im Jahr 1860 wurde er zum Mitglied der Leopoldina gewählt.
Sein Bruder war der Entomologe und Arzt Ludwig Redtenbacher.